# 마르타 라랄데
마르타 리베라 라랄데(스페인어: Marta Rivera Larralde, 1981년 4월 22일 ~ )는 스페인의 배우이다.